# John Hazen
John William Hazen (Chicago, 2 marzo 1927 – Rochester, 21 ottobre 1998) è stato un cestista statunitense, professionista nella BAA e nella ABL.